# Giburīzu
Giburīzu (ギブリーズ) é um curta-metragem animado japonês de 2000, foi escrito e dirigido por Yoshiyuki Momose, com produção de Hiroyuki Watanabe. Foi transmitido na rede de televisão Nippon Television, em 8 de abril.

## Sinopse
O filme apresenta histórias engraçadas sobre a vida cotidiana fictícia dentro do Studio Ghibli.